# Monster Movie
Albums de Can
Soundtracks
(1970)
Monster Movie est le premier album du groupe allemand de rock expérimental Can. Réalisé en 1969, il exerça une grande influence dans le développement du Krautrock. 

## Description
C'est également le seul album, hormis une partie de Soundtracks en 1970 et Rite Time en 1989, où le chant est assuré par Malcolm Mooney, qui quittera le groupe l'année suivante. La pochette de l'album représente Galactus, héros de comics, et comporte le nom « The Can », le nom du groupe n'ayant été raccourci en « Can » qu'après la sortie de l'album.

## Titres de l'album
1. Father Cannot Yell - 7:06
2. Mary, Mary So Contrary - 6:21
3. Outside My Door - 4:11
4. Yoo Doo Right - 20:27

## Musiciens
- Irmin Schmidt – claviers
- Jaki Liebezeit – batterie
- Holger Czukay – basse
- Michael Karoli – guitare
- Malcolm Mooney – chant